# Coulans-sur-Gée

Coulans-sur-Gée este o comună în departamentul Sarthe, Franța. În 2009 avea o populație de 1,496 de locuitori.